# 美洲麻鳽
美洲麻鳽（学名： Botaurus lentiginosus ）是鹭科麻𫛚属的一种涉禽，分布于新北界。该鸟的繁殖地位于加拿大和美国北部和中部地区，越冬地则包括美国墨西哥湾沿岸各州、包括大沼泽地在内的佛罗里达全境、加勒比群岛和中美洲部分地区。
美洲麻鳽善于伪装，一般独来独往，栖息于沼泽及湖泊和池塘边缘的植被中。雄性会在繁殖季发出响而洪亮的叫声。该鸟常在芦苇和香蒲之间水面上筑巢，其蛋为橄榄色，孵化期约为四个星期，期间全程由雌性孵蛋。两周后幼鸟便会离开巢穴，在六至七周后长出全部羽毛。
美洲麻鳽主要以鱼为食，但也会捕食其他小型脊椎动物、甲壳类动物和昆虫。其分布广泛，且在范围内是相当常见的鸟类。然而，该鸟的数量正因栖息地退化而减少。但IUCN认为其种群庞大，且下降趋势甚微，故将其评为“无危”

## 外貌描述

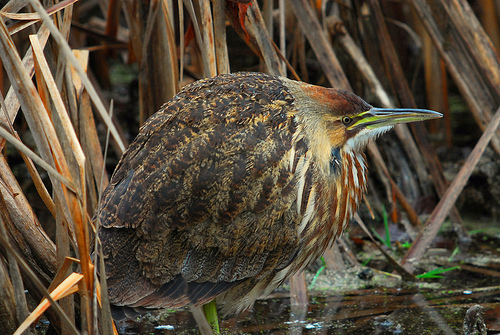
一只羽毛蓬松的美洲麻鳽，尼斯夸利国家野生动物保护区

美洲麻鳽体色为棕色，身体大而粗壮。其外貌与大麻鳽非常相似，区别前者体型稍小一些，羽毛上有斑点而无条纹。该鸟体长58—85厘米， 翼展92—115厘米，体重370—1072克 。
美洲麻鳽的冠羽呈栗棕色。颈部侧面有一个蓝黑色的细长斑块，后颈为橄榄色。该鸟上背部和肩胛为深栗棕色，有条纹和黑色斑点。其羽毛中心为黑色，边缘可能呈浅黄色。背部、臀部和上尾羽颜色相似，但羽毛上有更细的黑色斑点和灰色基部。美洲麻鳽的尾羽呈栗棕色，边缘有斑点；初级和次级飞羽呈黑棕色，尖端呈浅黄色或栗色。该鸟脸颊呈棕色，有两道自鸟喙延伸至眼眶的浅黄色条纹。美洲麻鳽的下巴呈乳白色，中央有栗色条纹，喉咙、胸部和上腹部的羽毛均呈浅黄色和铁锈色，边缘平滑，为黑色，故其下半身看起来像有条纹一样。该鸟眼睛周围的皮肤和瞳孔均为淡黄色。长而粗壮的喙为黄绿色，上颌颜色较下颌深，腿和脚呈黄绿色。幼体与成体相似，但颈部两侧更偏褐色 。

## 物种分类
英国牧师托马斯·拉克特于1813年根据一具发现于多塞特郡的迷鸟标本首次描述美洲麻鳽。其种加词lentiginosus在拉丁语中意为“雀斑”，指的是该鸟斑驳的羽毛。目前美洲麻鳽是没有现存亚种的单型种。然而佛罗里达州伊切塔克尼河流域出土的一具鹭类化石与美洲麻鳽十分相似但体型较小，学界认为其系美洲麻鳽的史前亚种，并将其命名为B. l. columbianus。

## 物种分布
美洲麻鳽主要繁殖范围为美国大部和加拿大南部，最北可至不列颠哥伦比亚省、大奴湖和哈德逊湾等地，亦可能在墨西哥中部高原繁殖。该鸟最主要的越冬地是佛罗里达州的大沼泽地，部分个体亦会前往美国南方其他地区、墨西哥和西印度群岛等地越冬，最南可抵达巴拿马和哥斯达黎加。由于美洲麻鳽长距离迁徙的习性，其偶尔会作为迷鸟出现于大西洋彼岸的英伦三岛、丹麦和冰岛等地。

## 生态与习性
美洲麻鳽常栖息于淡水或半咸水的湿地、沼泽或植被茂密的池塘与浅湖附近，偶尔也会在潮湿的开阔草地上觅食。美洲麻鳽一般独来独往，常藏身于高草丛或芦苇中，加之其体表的保护色，故一般难以发现。该鸟为夜行性，在黄昏时最为活跃。

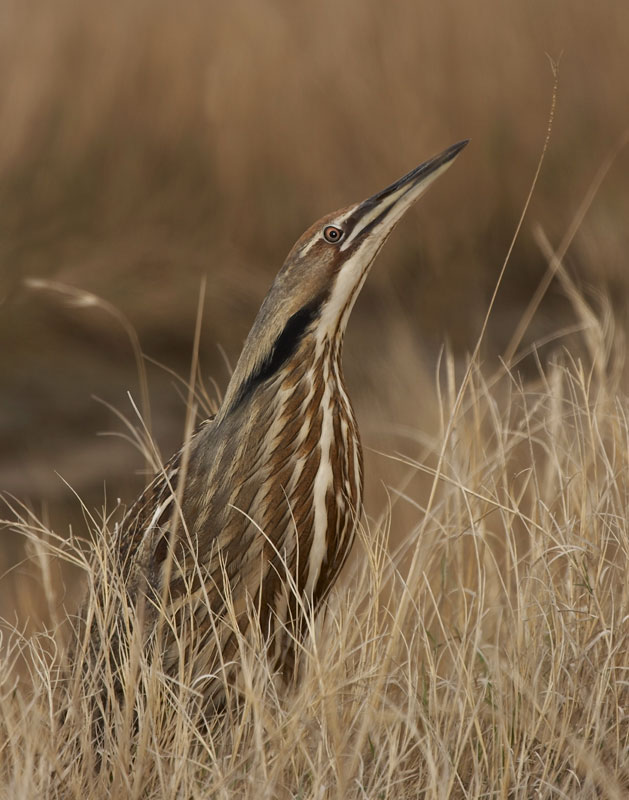
尝试藏身于草丛中的美洲麻鳽，摄于堪萨斯州奎维拉自然保护区

### 捕食

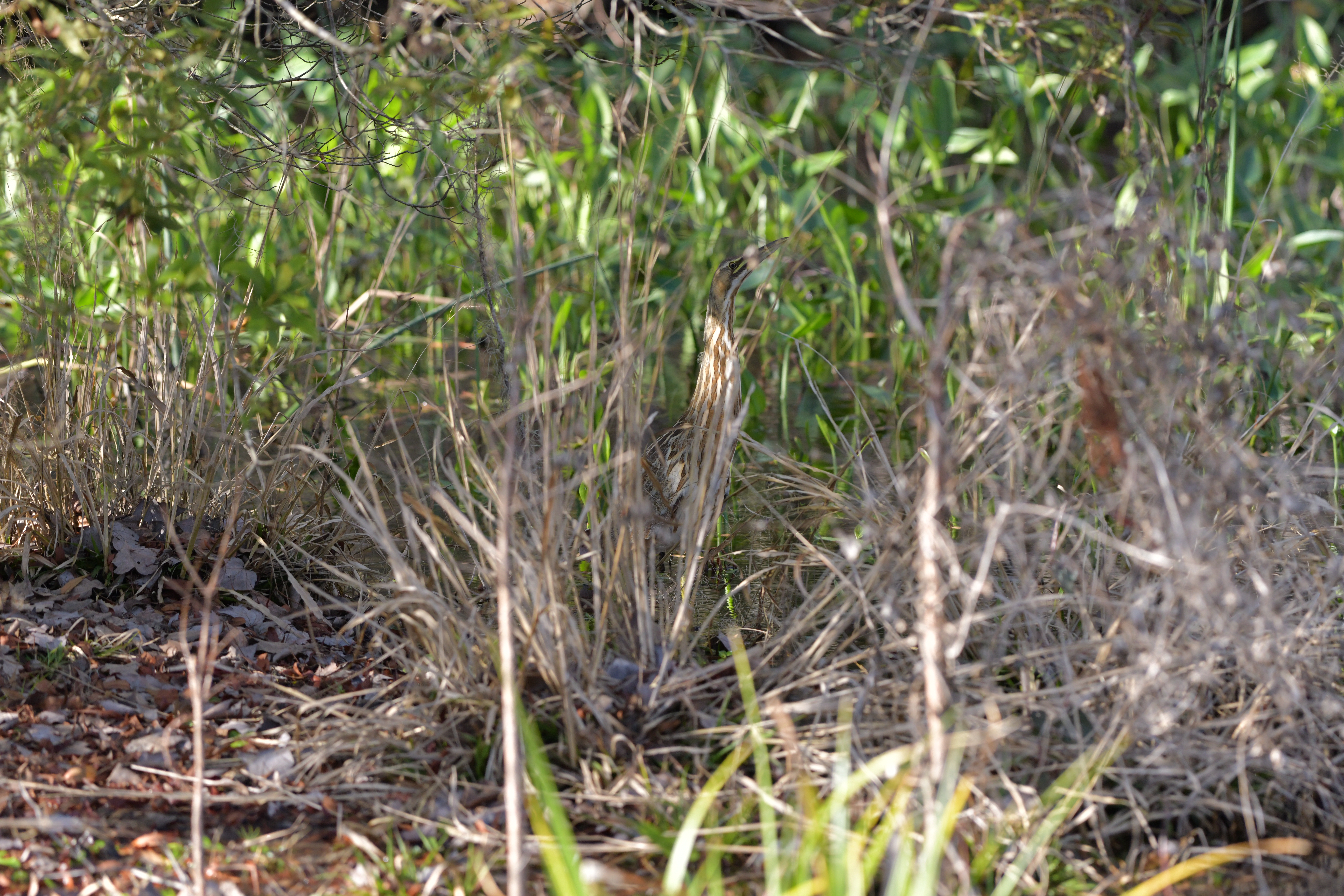
藏身于高草丛中的美洲麻鳽，摄于佛罗里达州沃库拉泉州立公园

同其他鹭类一样，美洲麻鳽多在沼泽或湿地等浅水生境中捕食，其猎物以鱼类为主，但也会捕食两栖动物、爬行动物、小型哺乳类、昆虫和甲壳类。该鸟有两种不同的捕食方式：
- 1）美洲麻鳽可能同其他涉禽一样，在浅水区或植被中悄然移动并跟踪猎物；
- 2）此外，美洲麻鳽还会进行伏击捕食，即躲藏在草丛中，待猎物接近后并不移动身体，而是慢慢伸长脖子以让嘴接近猎物

### 鸣叫
雄性美洲麻鳽有时会发出类似于“嗡-咔-嗡”的鸣叫声且同时前后扭动头部。其会至多连续鸣叫七次。其具体发声原理尚不清楚，但有猜测认为该鸟或会利用其食道辅助发声。此猜测认为，美洲麻鳽发声时会吞入大量空气以使食道膨胀，此时其会发出轻微的打嗝声。由于该鸟舌头后长有皮瓣，空气不会自食道流出。在食道膨胀完全后，美洲麻鳽会通过鸣管发出其标志性的叫声。待其鸣叫结束后，该鸟会排出食道中的空气。

### 领地意识
美洲麻鳽具有领地意识。当受到威胁时，美洲麻鳽会缓慢竖起其肩膀上原本并不外露的白色羽毛。这些羽毛在完全竖起后几乎会环绕其颈部一圈，形似襞襟，仅在后颈部不相连。此后，美洲麻鳽可能会在原地维持这个姿势不动，或将缩起头部后快步紧跟闯入者。

### 育雏
美洲麻鳽会在香蒲、藨草等粗糙植物之间筑巢。雌鸟会负责构筑巢穴，雄鸟则会护巢。其巢穴为枯枝或细枝拼成的浮床,内衬有杂草，高于水面约15厘米。美洲麻鳽一次最多产下六枚蛋，其蛋形状为圆润的椭圆形，呈橄榄褐色，无斑点。雏鸟会在约29天后孵化，期间仅有雌鸟会孵蛋。美洲麻鳽的雏鸟会轮流从雌鸟的喉咙中摄取反刍的食物。雏鸟会在约2周大时离巢，在6—7周大时长齐羽毛。

## 种群现状
受栖息地破坏影响，多地美洲麻鳽目前有下降趋势，在其分布范围南部尤甚。然而，美洲麻鳽的分布范围广泛，加之种群庞大，IUCN
将其评为“无危”。此外，该鸟在美国和加拿大分别受候鸟条约法案和候鸟协定法案保护